# Emma Samuelsson
Emma Katinka Renée Samuelsson (ur. 17 października 1988 w Åsa) – szwedzka szpadzistka, wicemistrzyni świata.

## Życiorys
W 2006 roku zdobyła brąz indywidualnie na mistrzostwach świata juniorów w Taebaek. Na rozgrywanych rok później mistrzostwach świata juniorów w Belek zdobyła indywidualnie złoty medal.
Uczestniczyła w igrzyskach olimpijskich w Pekinie w 2008 roku, gdzie odpadła w ćwierćfinałach turnieju indywidualnego, przegrywając z Brittą Heidemann. Był to jej jedyny start olimpijski.
Podczas mistrzostw świata w Moskwie w 2015 roku wywalczyła srebrny medal w turnieju indywidualnym. W finale przegrała z Włoszką Rossellą Fiamingo. Była też między innymi siódma w zawodach drużynowych na mistrzostwach świata w Turynie w 2006 roku.
Ponadto zdobyła srebrny medal indywidualnie na mistrzostwach Europy w Gandawie w 2007 roku.
Uczennica Siergieja Paramonowa. 